# Le Mémont
Le Mémont ist eine französische Gemeinde mit 45 Einwohnern (Stand: 1. Januar 2022) im Département Doubs in der Region Bourgogne-Franche-Comté.

## Geographie
Le Mémont liegt auf 998 m, 13 Kilometer nordnordöstlich von Morteau und etwa 13 Kilometer westnordwestlich der Stadt La Chaux-de-Fonds (Luftlinie). Das Dorf erstreckt sich im Jura, am Rand des kleinen Beckens von Mémont auf dem gleichnamigen Höhenrücken, der sich im Südwesten des Hochplateaus von Maîche erhebt. Das Gemeindegebiet gehört zum Regionalen Naturpark Doubs-Horloger.
Die Fläche des 3,16 km² großen Gemeindegebiets umfasst einen Abschnitt des französischen Juras. Das gesamte Gebiet wird vom breiten Höhenrücken von Le Mémont eingenommen. Dieser Höhenzug bildet in geologisch-tektonischer Hinsicht eine Antiklinale des Faltenjuras und ist gemäß der Streichrichtung des Gebirges in dieser Region in Richtung Südwest-Nordost orientiert. Infolge der Erosion wurde im Lauf der Zeit die oberste harte Gesteinsschicht ausgeräumt, weswegen sich auf dem Höhenzug ein Becken bildete, das auf allen Seiten von 20 bis 50 m hohen, teils felsigen Kreten umgeben ist. Die westliche Abgrenzung verläuft auf der Krete des Mont Repentir (1050 m), die südliche auf derjenigen von Les Murs. Hier wird mit 1056 m die höchste Erhebung von Le Mémont erreicht. Während das Becken überwiegend von Weideland bestanden ist, sind die Kreten bewaldet. Das Gebiet besitzt keine oberirdischen Fließgewässer, weil das Niederschlagswasser im verkarsteten Untergrund versickert.
Nachbargemeinden von Le Mémont sind Le Luhier im Norden, Le Russey im Osten sowie Le Bizot im Süden.

## Geschichte
Im Mittelalter gehörte Le Mémont zur Herrschaft Réaumont, die unter der Oberhoheit der Herren von Montfaucon, ab dem 15. Jahrhundert unter derjenigen der Grafen von Montbéliard stand. Zusammen mit der Franche-Comté gelangte das Dorf mit dem Frieden von Nimwegen 1678 an Frankreich.
Mit 1. Januar 2009 erfolgte eine Änderung der Arrondissementszugehörigkeit der Gemeinde. Bislang zum Arrondissement Montbéliard gehörend, kamen alle Gemeinden des Kantons zum Arrondissement Pontarlier.

## Sehenswürdigkeiten

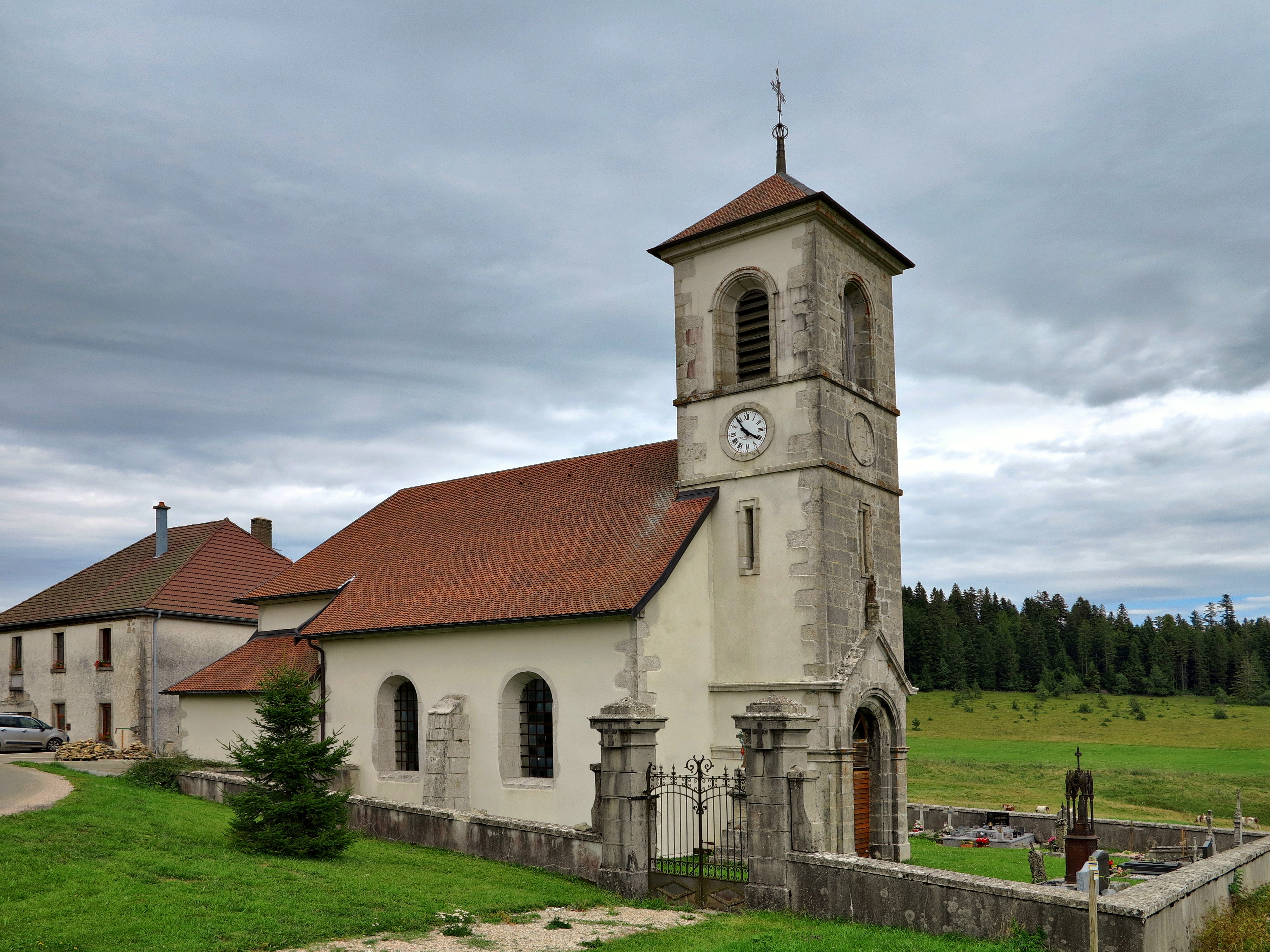
Kirche Saint-Nom-de-Marie

Die Dorfkirche Saint-Nom-de-Marie in Le Mémont wurde im 18. Jahrhundert erbaut.

## Bevölkerung
| Jahr                       | 1962 | 1968 | 1975 | 1982 | 1990 | 1999 | 2006 | 2016 |
| Einwohner                  | 50   | 43   | 37   | 27   | 24   | 30   | 38   | 41   |
| Quellen: Cassini und INSEE |      |      |      |      |      |      |      |      |

Mit 45 Einwohnern (Stand 1. Januar 2022) gehört Le Mémont zu den kleinsten Gemeinden des Départements Doubs. Nachdem die Einwohnerzahl in der ersten Hälfte des 20. Jahrhunderts deutlich abgenommen hatte (1901 wurden noch 88 Personen gezählt), wurden seit Beginn der 1980er Jahre nur noch geringe Schwankungen verzeichnet.

## Wirtschaft und Infrastruktur
Le Mémont war bis weit ins 20. Jahrhundert hinein ein vorwiegend durch die Landwirtschaft (Viehzucht und Milchwirtschaft) geprägtes Dorf. Noch heute leben die Bewohner zur Hauptsache von der Tätigkeit im ersten Sektor. Außerhalb des primären Sektors gibt es nur sehr wenige Arbeitsplätze im Dorf. Einige Erwerbstätige sind auch Wegpendler, die in den umliegenden größeren Ortschaften ihrer Arbeit nachgehen.
Die Ortschaft liegt abseits der größeren Durchgangsstraßen an einer Departementsstraße, die von Le Russey nach Le Bélieu führt. Weitere Straßenverbindungen bestehen mit Le Luhier und Le Bizot.